# Agnesi (cràter)
Agnesi és un cràter d'impacte en el planeta Venus de 42,4 km de diàmetre. Porta el nom de Maria Gaetana Agnesi (1718-1799), matemàtica italiana, i el seu nom va ser aprovat per la Unió Astronòmica Internacional el 1991.